# كالكون
الكالكون هو مركب عضوي عطري غير مشبع صيغته C15H12O، ويوجد على شكل صلب بلوري أصفر.
ينتمي الكالكون كيميائياً إلى الكيتونات والإينونات؛ وهو يعد نواة مجموعة من المركبات ذات الأهمية الحيوية التي تعرف باسم الكالكونات (أو الكالكونويدات).

## التحضير
يحضر الكالكون بواسطة تكاثف ألدولي بين البنزألدهيد والأسيتوفينون بوجود قاعدة كيميائية مثل هيدروكسيد الصوديوم.
يمكن أن يحضر المركب بأسلوب تفاعل الوسط الجاف؛ ويعد التفاعل مثالاً على تفاعلات الكيمياء الخضراء.

## الخواص
يوجد المركب في الشروط القياسية على شكل صلب أصفر، صعب الانحلال في الماء؛ لكنه ينحل في المذيبات العضوية مثل الكلوروفورم وثنائي إيثيل الإيثر؛ للمركب قمتي امتصاص عند 280 نانومتر و 340 نانومتر.
يمكن أن تختزل الرابطة المضاعفة في الكالكون بواسطة هيدريد ثلاثي بوتيل القصدير:

## الاستخدامات
يمكن أن يدخل الكالكون في عدة تفاعلات تكاثف بوجود كواشف مناسبة للحصول على مركبات موافقة، مثلما هو الحال في تحضير البيرازولات المستبدلة؛ وذلك إما من التفاعل مع مشتقات الهيدرازين باستخدام حفاز من الكبريت، أو بيركبريتات الصوديوم. كما يمكن أن تحضر تلك البيرازولات المستبدلة من تكاثف الكالكون مع هيدرازون.